# Investmentsteuergesetz (Deutschland)
Das Investmentsteuergesetz in Deutschland regelt die Besteuerung von Investmentfonds und der Anleger.
Mit Bekanntgabe des Gesetzes zur Reform der Investmentbesteuerung (Investmentsteuerreformgesetz, InvStRefG) tritt ab dem 1. Januar 2018 eine grundlegende Reform der Investmentbesteuerung in Kraft. Während Art. 2 des Investmentsteuerreformgesetzes als Änderungsgesetz diverse Änderungen des alten bis 31. Dezember 2017 in Kraft befindlichen Investmentsteuergesetzes einführt, stellt Art. 1 des Investmentsteuerreformgesetzes eine komplette Neufassung des Investmentsteuergesetzes ab dem 1. Januar 2018 dar.

## Investmentsteuergesetz 2017 (Art. 2 G vom 19. Juli 2016)
Im Investmentsteuergesetz (InvStG) wurden die steuerlichen Regelungen des Gesetzes über Kapitalanlagegesellschaften (KAGG) und des Auslandinvestmentgesetzes zusammengefasst und grundlegend überarbeitet. Leitidee der Investmentbesteuerung ist das Transparenzprinzip, also die grundsätzliche Gleichbehandlung des Anlegers in Investmentanteilen mit dem Direktanleger. Soweit die Transparenz nicht ausdrücklich angeordnet ist, erfolgt eine steuerliche Zuweisung von Ergebnissen ähnlich wie bei einer Kapitalgesellschaft nur bei Ausschüttung oder Veräußerung der Anteile.
Ziel ist die Sicherstellung der Besteuerung von Investmentgewinnen § 1 InvstG.
Das Investmentsteuergesetz ist für die Besteuerung deutscher Anleger in Investmentvermögen, d. h. Organismen für gemeinsame Anlagen in Wertpapieren (OGAW) und in Alternativen Investmentfonds (AIF), anwendbar. Es unterscheidet zwischen Investmentfonds, Personen-Investitionsgesellschaften und Kapital-Investitionsgesellschaften.
Ein Investmentfonds in diesem Sinne ist
- bei Fondsgründung bzw. Fondsauflage vor dem 24. Dezember 2013 ein inländisches Investmentvermögen (OGAW oder AIF) in der Form eines Sondervermögens oder einer Investmentaktiengesellschaft oder ein ausländisches Investmentvermögen, das risikogemischt (mindestens vier verschiedene Anlagegegenstände) in bestimmte Anlagegegenstände (insbesondere Wertpapiere, Geldmarktinstrumente, Derivate, Immobilien) investiert und entweder einer qualifizierten Investmentaufsicht unterliegt oder Fondsanteile regelmäßig gegen Auszahlung zurücknimmt[2]

und
- bei Fondsgründung bzw. Fondsauflage ab dem 24. Dezember 2013 ein in- oder ausländisches Investmentvermögen (OGAW oder AIF) das risikogemischt in bestimmte Anlagegegenstände investieren darf, keinen übermäßigen Grad an Fremdkapital aufnehmen darf (sog. Leverage) und sowohl einer qualifizierten Investmentaufsicht unterliegt wie auch Fondsanteile regelmäßig gegen Auszahlung zurücknimmt.[3]

Investmentvermögen, die diese Voraussetzungen eines Investmentfonds nicht erfüllen, qualifizieren entweder
- als Personen-Investitionsgesellschaften (z. B. Private-Equity-Fonds, geschlossene Immobilienfonds, Schiffsfonds in der Rechtsform von Personengesellschaften), bei denen eine Besteuerung der Anleger im Wege der einheitlich gesonderten Feststellung gemäß § 180 AO erfolgt, oder
- als Kapital-Investitionsgesellschaften (z. B. neu aufgelegte Hedgefonds in der Rechtsform einer Kapitalgesellschaft), bei denen ggf. die Hinzurechnungsbesteuerung des Außensteuergesetzes greift.

Das Investmentsteuergesetz rechnet den deutschen Anlegern bestimmte Erträge des Investmentfonds (insb. Zinsen, Dividenden, Veräußerungsgewinne aus so genannten AGE-Papieren, Mieterträge, Immobilienveräußerungsgewinne innerhalb von 10 Jahren seit Erwerb, bestimmte sonstige Erträge) auch dann jährlich zu, wenn der Investmentfonds diese Erträge nicht ausschüttet, sie also thesauriert (so genannte ausschüttungsgleiche Erträge). Die nicht unter die ausschüttungsgleichen Erträge fallenden Erträge und Gewinne des Fonds werden auf Anlegerebene erst dann realisiert, wenn der Investmentfonds diese ausschüttet oder wenn der Anleger die Fondsanteile veräußert oder zurückgibt.
Beim Privatanleger sind ausschüttungsgleiche Erträge und ausgeschüttete Erträge mit 25 % Abgeltungsteuer zuzüglich Solidaritätszuschlag und ggf. zuzüglich Kirchensteuer zu versteuern. Gewinne aus der Veräußerung von Fondsanteilen sind – nach Abzug der während der Haltedauer bereits besteuerten ausschüttungsgleichen Erträge – ebenfalls mit Abgeltungsteuer zu besteuern, sofern der Privatanleger die Fondsanteile ab dem 1. Januar 2009 erworben hat. Der Gewinn aus vor dem 1. Januar 2009 erworbenen Fondsanteilen ist beim Privatanleger grundsätzlich steuerfrei, wenn er die Fondsanteile länger als ein Jahr gehalten hat (so genannte Spekulationsfrist).
Beim betrieblichen Anleger sind ausschüttungsgleiche Erträge und ausgeschüttete Erträge, wenn es sich um eine natürliche Person handelt, mit Einkommensteuer (zuzüglich Solidaritätszuschlag) und Gewerbesteuer, wenn es sich um eine Körperschaft bzw. Kapitalgesellschaft handelt, mit Körperschaftsteuer (zuzüglich Solidaritätszuschlag) und Gewerbesteuer zu besteuern. Gewinne aus der Veräußerung von Fondsanteilen sind, nach Abzug der während der Haltedauer bereits besteuerten ausschüttungsgleichen Erträge, ebenfalls zu besteuern. Das so genannte Teileinkünfteverfahren (40-prozentige Steuerbefreiung) bzw. das Beteiligungsprivileg (de facto 95-prozentige Steuerbefreiung) für Erträge (so genannte Dividenden) und Veräußerungsgewinne aus Aktien kommt entsprechend dem Transparenzprinzip für diesen Teil der ausschüttungsgleichen oder ausgeschütteten Erträge und der Veräußerungsgewinne mit Fondsanteilen zur Anwendung.
Sowohl bei privaten als auch bei betrieblichen Anlegern kommen entsprechend dem Transparenzprinzip bestimmte Steuerbefreiungs- und Anrechnungsbestimmungen der Doppelbesteuerungsabkommen zur Anwendung, soweit ausschüttungsgleiche oder ausgeschüttete Erträge oder der Veräußerungsgewinn mit den Fondsanteilen entsprechende Ertragsbestandteile enthält. So profitieren Anleger etwa von der im Doppelbesteuerungsabkommen vorgesehenen Steuerbefreiung von Erträgen und Gewinnen aus ausländischen Immobilien und können ausländische Quellensteuer entsprechend dem Doppelbesteuerungsabkommen anrechnen, als hätten sie direkt in die Anlagegegenstände des Investmentfonds investiert.
Die dem Anleger zuzurechnenden ausschüttungsgleichen und ausgeschütteten Erträge hat der Investmentfonds innerhalb von vier Monaten ab dem Geschäftsjahresende (thesaurierende Fonds) bzw. ab dem Tag des Ausschüttungsbeschlusses (ausschüttende Fonds) zu ermitteln und zusammen mit einer Berufsträgerbescheinigung über deren Richtigkeit im elektronischen Bundesanzeiger zu veröffentlichen. Geschieht dies nicht, so greift beim Anleger eine zumeist nachteilige Pauschalbesteuerung.

## Investmentsteuergesetz ab dem 1. Januar 2018 (Art. 1 G. vom 19. Juli 2016)

### Kernpunkte und Motive des Investmentsteuerreformgesetzes
Zentrale Elemente der Neuregelung stellen für (Publikums-)Investmentfonds die Abschaffung des „transparenten“ Besteuerungssystems durch getrennte Besteuerung von Investmentfonds und Anleger verbunden mit einer pauschalen Besteuerung (Vorabpauschale) auf Anlegerebene dar. Nur für so genannte Spezial-Investmentfonds bleibt es – mit diversen Modifikationen – bei der bisherigen (semi-)transparenten Besteuerung des Systems bis 2017. Um Übergangsschwierigkeiten zu vermeiden, fingiert das Gesetz zum 31. Dezember 2017 beim deutschen Anleger eine Veräußerung all seiner Fondsanteile gekoppelt mit einem fiktiven Wiedererwerb. Dadurch kommt es für ab 2018 entstehende Wertsteigerungen zu einem Verlust der Steuerbefreiung für vor dem 1. Januar 2009 erworbene Fondsanteile (Wegfall des Bestandsschutzes). Reformmotive waren seitens der deutschen Finanzverwaltung neben dem Bestreben nach Vereinfachung der Fondsbesteuerung und der Vermeidung von Steuergestaltungen vor allem EU-rechtliche Risiken des bisher geltenden Rechts. In der Fachliteratur wird die Erreichung dieser Ziele kritisch gesehen, insbesondere stelle die Teilfreistellung deutscher Anleger in Investmentfonds bei gleichzeitiger Belastung in- und ausländischer Investmentfonds sich EU-rechtlich als ähnlich problematisch dar, wie die derzeit diskutierte deutsche PKW-Maut. Nach dem neuen Gesetz werden alle Fonds gleich besteuert. Dabei besteht kein Unterschied zwischen in- und ausländischen Fonds oder zwischen ausschüttenden und thesaurierenden (wieder anlegenden) Fonds.

### Unterschiedliche Besteuerungssysteme je nach steuerlichem Fondstypus
Das Investmentsteuergesetz unterscheidet seit dem 1. Januar 2018 zwischen vier voneinander unabhängigen Besteuerungssystemen:
- Investmentfonds, für die ab dem 1. Januar 2018 ein komplett neues Besteuerungsregime mit einer Besteuerung auf Fondsebene gekoppelt mit einer pauschalen Besteuerung auf der Ebene deutscher Anleger (sog. Vorabpauschale) greift: Gemäß § 1 InvStG gelten als Investmentfonds alle OGAW (Organismen für die gemeinsame Anlage in Wertpapieren, die den Anforderungen der OGAW-Richtlinie 2009/65/EG[9] entsprechen), alle AIF (Organismen für die gemeinsame Anlage, die das bei den Anlegern eingesammelte Kapital gemäß einer festgelegten Anlagestrategie zu deren Nutzen investieren, kein operativ tätiges Unternehmen außerhalb des Finanzsektors darstellen (§ 1 Abs. 1 KAGB) und nicht die Anforderungen der OGAW-Richtlinie 2009/65/EG erfüllen), alle Ein-Anleger-Fonds und alle steuerbefreiten, nicht operativ unternehmerisch tätigen Kapitalgesellschaften.
- Spezial-Investmentfonds, für die mit bestimmten Modifikationen das im alten Investmentsteuergesetz bis 2017 geltende semi-transparente Besteuerungsverfahren beibehalten wird: Gemäß §§ 26 ff. InvStG gelten alle OGAW, AIF, Ein-Anleger-Fonds und steuerbefreite, nicht operativ unternehmerisch tätige Kapitalgesellschaften als Spezial-Investmentfonds, wenn der Fonds auf die Anlage und Verwaltung seiner Mittel für gemeinschaftliche Rechnung der Anleger beschränkt ist, seine Vermögensgegenstände nicht in wesentlichem Umfang unternehmerisch bewirtschaftet und bestimmte in § 26 InvStG normierte Anlagebestimmungen einhält, grundsätzlich keine natürlichen Personen als Anleger hat und auf maximal 100 Anleger beschränkt ist.
- Fonds in der Rechtsform einer Personengesellschaft, bei denen es sich weder um OGAW noch um Altersvorsorgevermögensfonds handelt, unterliegen den allgemeinen deutschen Besteuerungsregelungen für Personengesellschaften, die eine transparente Besteuerung auf Anlegerebene vorsehen.
- Fonds, die besonderen Spezialgesetzen unterliegen, zum Beispiel Unternehmensbeteiligungsgesellschaften, Kapitalbeteiligungsgesellschaften, REIT-Aktiengesellschaften und REIT-Körperschaften im Sinne des REIT-Gesetzes.

Da Hedgefonds-Zertifikate wertpapierrechtlich keine Investmentzertifikate, sondern Inhaberschuldverschreibungen darstellen, fallen sie nicht unter die Bestimmungen des InvStG.

## Steuerliche Behandlung von Investmentfonds und deren deutscher Anleger

### Körperschaftsteuerbelastung des Investmentfonds
Bei der Besteuerung von Investmentfonds ist zwischen der Besteuerung des in- oder ausländischen Investmentfonds selbst und der Besteuerung der deutschen Anleger dieser Investmentfonds zu unterscheiden:
- Ab dem 1. Januar 2018 sind sowohl in- als auch ausländische Fonds gemäß § 6 InvStG mit bestimmten deutschen Einkünften körperschaftsteuerpflichtig, nämlich mit
  - Dividenden aus deutschen Kapitalgesellschaften und bestimmte Dividendenersatzzahlungen: Die Körperschaftsteuer ist mit dem Einbehalt der Kapitalertragsteuer abgegolten und beträgt einschließlich des Solidaritätszuschlages von 5,5 % der Körperschaftsteuer exakt 15 % (14,218 % Körperschaftsteuer zuzüglich 0,782 % Solidaritätszuschlag).
  - Einkünften aus der Vermietung und Verpachtung deutscher Immobilien (Grundstücke, Gebäude, Wohneigentum und grundstücksgleichen Rechten), Gewinnen aus der Veräußerung von deutschen Immobilien und bestimmten sonstigen Einkünften aus deutschen Quellen: Der in- oder ausländische Investmentfonds unterliegt einer Veranlagung zur Körperschaftsteuer, so dass etwa auch mit der Immobilie zusammenhängende Kosten abgesetzt werden können. Der Körperschaftsteuersatz beträgt 15 % zuzüglich 5,5 % Solidaritätszuschlag, also insgesamt 15,825 %.[11]

### Besteuerung deutscher Anleger in Investmentfonds mit (partieller) Kompensation der Steuervorbelastung
- Ab dem 1. Januar 2018 haben deutsche Anleger gemäß § 16 InvStG folgende Erträge aus (Publikums-)Investmentfonds zu versteuern und können hierbei ggf. die folgende Teilfreistellung nutzen:[12]
  - Ausschüttungen des Investmentfonds nach § 2 Absatz 11 InvStG: In Höhe der Auszahlung, die ein Investmentfonds an den Anleger ausschüttet, hat der Anleger steuerpflichtige Einkünfte in dem Veranlagungszeitraum (Jahr), in dem die Ausschüttung dem Anleger zufließt bzw. bei diesem zu buchen ist.
  - Sogenannte Vorabpauschalen nach § 18 InvStG: Bei Investmentfonds, die thesaurieren (nicht ausschütten) oder die weniger ausschütten als einen jährlich mindestens zu versteuernden sog. Basisertrag des Anlegers, soll der Anleger mindestens die sog. Vorabpauschale versteuern. Die Vorabpauschale ist der Betrag, um den die Ausschüttungen eines Investmentfonds innerhalb eines Kalenderjahres den Basisertrag für dieses Kalenderjahr unterschreiten. Der Basisertrag wird ermittelt durch Multiplikation des Rücknahmepreises des Investmentanteils zu Beginn des Kalenderjahres mit 70 % des Basiszinses nach § 18 Abs. 4 InvStG. Der Basisertrag ist auf den Mehrbetrag begrenzt, der sich zwischen dem ersten und dem letzten im Kalenderjahr festgesetzten Rücknahmepreis zuzüglich der Ausschüttungen innerhalb des Kalenderjahres ergibt. Im Jahr des Erwerbs der Investmentanteile vermindert sich die Vorabpauschale um ein Zwölftel für jeden vollen Monat, der dem Monat des Erwerbs vorangeht. Die Vorabpauschale gilt am ersten Werktag des folgenden Kalenderjahres als zugeflossen.
  - Gewinne aus der Veräußerung von (Publikums-)Investmentfonds-Anteilen nach § 19 InvStG: Der Veräußerungsgewinn ist die Differenz aus dem Veräußerungserlös abzüglich der Anschaffungskosten gemindert um die während der Besitzzeit angesetzten Vorabpauschalen (da diese bereits versteuert, jedoch im Veräußerungserlös / Rücknahmepreis bei Veräußerung noch enthalten sind).
  - Sogenannte Teilfreistellung: Die Ausschüttungen, die Vorabpauschalen und die Veräußerungsgewinne mit Fondsanteilen sind gemäß § 20 InvStG bei bestimmten Fondskategorien je nach Anlegertyp zu einem bestimmten Teil steuerbefreit. Steuerfrei sind bei in Aktienfonds investierten Privatanlegern, Lebens- und Krankenversicherungsunternehmen und bei Fondsanteile im Handelsbuchbestand haltenden Kreditinstituten 30 % der Erträge (Aktienteilfreistellung). Bei natürlichen Personen, die ihre Investmentanteile im Betriebsvermögen halten, beträgt die Aktienteilfreistellung 60 %. Bei Anlegern, die dem Körperschaftsteuergesetz unterliegen, beträgt die Aktienteilfreistellung 80 %. Bei Mischfonds ist die Hälfte der für Aktienfonds geltenden Aktienteilfreistellung anzusetzen (Mischfondsfreistellung). Steuerfrei sind bei Immobilienfonds 60 % der Erträge, wenn gemäß den Anlagebedingungen fortlaufend mindestens 51 % des Wertes des Investmentfonds in Immobilien und Immobiliengesellschaften angelegt werden, oder 80 % der Erträge, wenn gemäß den Anlagebedingungen fortlaufend mindestens 51 % des Wertes des Investmentfonds in ausländischen Immobilien und Auslands-Immobiliengesellschaften angelegt werden. Auslands-Immobiliengesellschaften sind Immobiliengesellschaften, die ausschließlich in ausländische Immobilien investieren (sogenannte Immobilienteilfreistellung).

### Beispiel
Ein Investmentfonds qualifiziert als Rentenfonds. Der Rücknahmepreis zum 1. Januar 2018 betrage 1.000 EUR je Anteil und der Zinssatz nach § 18 Abs. 4 InvStG betrage stets 14,2857 %, so dass der Basisertrag 10 % betrage. Ein deutscher Investor erwerbe am 1. Oktober 2018 einen Anteil an dem Investmentfonds zu 1.100 EUR. Am 31. Dezember 2018 und am 1. Januar 2019 betrage der Rücknahmepreis je Anteil 1.200 EUR. Der Fonds habe während des Jahres 2018 keine Ausschüttung vorgenommen. Am 31. März 2019 schütte der Fonds 50 EUR je Anteil aus. Der deutsche Investor veräußere am 2. Januar 2020 seinen Anteil zu 1.300 EUR.
- 01. Jan. 2019: Steuerpflichtige Vorabpauschale: 3/12 × 10 % × 1.000 = 25 EUR
- 31. März 2019: Steuerpflichtige Ausschüttung: 50 EUR
- 01. Jan. 2020: Steuerpflichtige Vorabpauschale: 10 % × 1.200 - 50 = 70 EUR
- 02. Jan. 2020: Steuerpflichtiger Veräußerungsgewinn: 1.300 – 1.100 – 25 – 70 = 105 EUR

Abwandlung: Es handele sich um einen Aktien-Investmentfonds (mind. 51 % Aktien): Soweit der Investmentfonds nun Dividendenerträge aus deutschen Aktien erzielt, muss der Investmentfonds 15 % Körperschaftsteuer (einschließlich Solidaritätszuschlag) entrichten, die mit der Kapitalertragsteuer auf Dividenden abgegolten ist. Dafür können deutsche Anleger die sog. Teilfreistellung ihrer steuerlichen Einkünfte aus dem Investmentfonds geltend machen, was etwa für Privatanleger, Lebens- oder Krankenversicherung, Kreditinstitut mit Fondsanteilen im Handelsbuchbestand folgende reduzierte Steuerbemessungsgrundlagen ergibt:
- 01. Jan. 2019: Steuerpflichtige Vorabpauschale: 3/12 × 10 % × 1.000 × 70 % = 17,50 EUR
- 31. März 2019: Steuerpflichtige Ausschüttung: 50 EUR × 70 % = 35,00 EUR
- 01. Jan. 2020: Steuerpflichtige Vorabpauschale: (10 % × 1.200 – 50) × 70 % = 49,00 EUR
- 02. Jan. 2020: Steuerpflichtiger Veräußerungsgewinn: (1.300 – 1.100 – 25 – 70) × 70 % = 73,50 EUR

### Basiszins und Basisertrag ab 2018
| Datum         | Basiszins | Basisertrag (70 % des Basiszinses) | Anmerkungen                                                         |
| ------------- | --------- | ---------------------------------- | ------------------------------------------------------------------- |
| 2018-01-02/04 | 0,87 %    | 0,609 %                            |                                                                     |
| 2019-01-02/09 | 0,52 %    | 0,364 %                            |                                                                     |
| 2020-01-02/29 | 0,07 %    | 0,049 %                            |                                                                     |
| 2021-01-06    | −0,45 %   |                                    | Aufgrund des negativen Basiszins wird keine Vorabpauschale erhoben. |
| 2022-01-03    | −0,05 %   |                                    | Aufgrund des negativen Basiszins wird keine Vorabpauschale erhoben. |
| 2023-01-02    | 2,55 %    | 1,785 %                            |                                                                     |
| 2024-01-05    | 2,29 %    | 1,603 %                            |                                                                     |

## Diskussion und Kritik
In der Fachliteratur wird diskutiert, ob das Investmentsteuerreformgesetz gegen Europarecht verstößt. Die eingeführte gleichmäßige Besteuerung in- und ausländischer Investmentfonds gehe mit einer gleichzeitig eingeführten Teilfreistellung deutscher Fondsanleger bei entsprechend vorbelasteten Investmentfonds einher. In der ähnlich gelagerten Konstellation der in Deutschland geplanten PKW-Maut für alle Nutzer deutscher Autobahnen in zeitlichem Zusammenhang mit einer Entlastung deutscher Autofahrer durch Verringerung der deutschen Kfz-Steuer gab es jahrelange Kontroversen zur Vereinbarkeit mit Europarecht. Außerdem wird kritisiert, dass die Investmentsteuerreform Kleinsparer, Rentner und die private Altersvorsorge belaste, da das Teilfreistellungssystem bei geringen Kapitaleinkünften nicht zum Tragen komme.